# Burg Schweinhausen
Die Burg Schweinhausen, auch Berg genannt, ist eine abgegangene Höhenburg in Schweinhausen, einem Teilort von Hochdorf im Landkreis Biberach in Baden-Württemberg.

## Geographische Lage
Der Burgstall liegt auf der Westflanke des Hochgeländes auf einem östlichen Bergsporn (ca. 640 m ü. NN) über dem Tal der Riß, etwa 440 m südöstlich der Kirche des Hochdorfer Ortsteils Schweinhausen. Das Gelände liegt in dem zu Schweinhausen gehörenden Weiler Berg.

## Geschichte
Die Burg wurde im 11. Jahrhundert von den Herren von Schweinhausen erbaut, 1083 erwähnt, 1525 zerstört und 1609 abgebrochen. Ehemalige Besitzer waren die aus Tirol stammenden von Neidegg/Neideck, die Herren von Waldburg-Warthausen, Habsburg und die Herren von Schellenberg. Truchsess Heinrich von Waldburg baute aus den Mauerresten der Ruinen Schweinhausen und Neideck das Schloss Heinrichsburg bei Eberhardzell. 
König Philipp von Schwaben und Irene von Byzanz verbrachten nach ihrer Hochzeit, die im Mai 1197 bei Augsburg stattgefunden haben soll, bis September 1197 ihre Flitterwochen auf der Burg Schweinhausen. Aus dieser Zeit ist eine am 30. Juli 1197 in Schweinhausen ausgestellte Urkunde Philipps erhalten.

## Heutige Nutzung
Von der ehemaligen Burganlage ist nur noch der mächtige Burggraben mit einer Tiefe von bis zu zwölf Metern erhalten. Die heute von Bäumen umrahmte runde Fläche, auf der die Burg stand, ist in Privatbesitz und wird als Koppel genutzt. Sie liegt wenige Meter südlich des Gebäudes Berg Nr. 6.

## Galerie

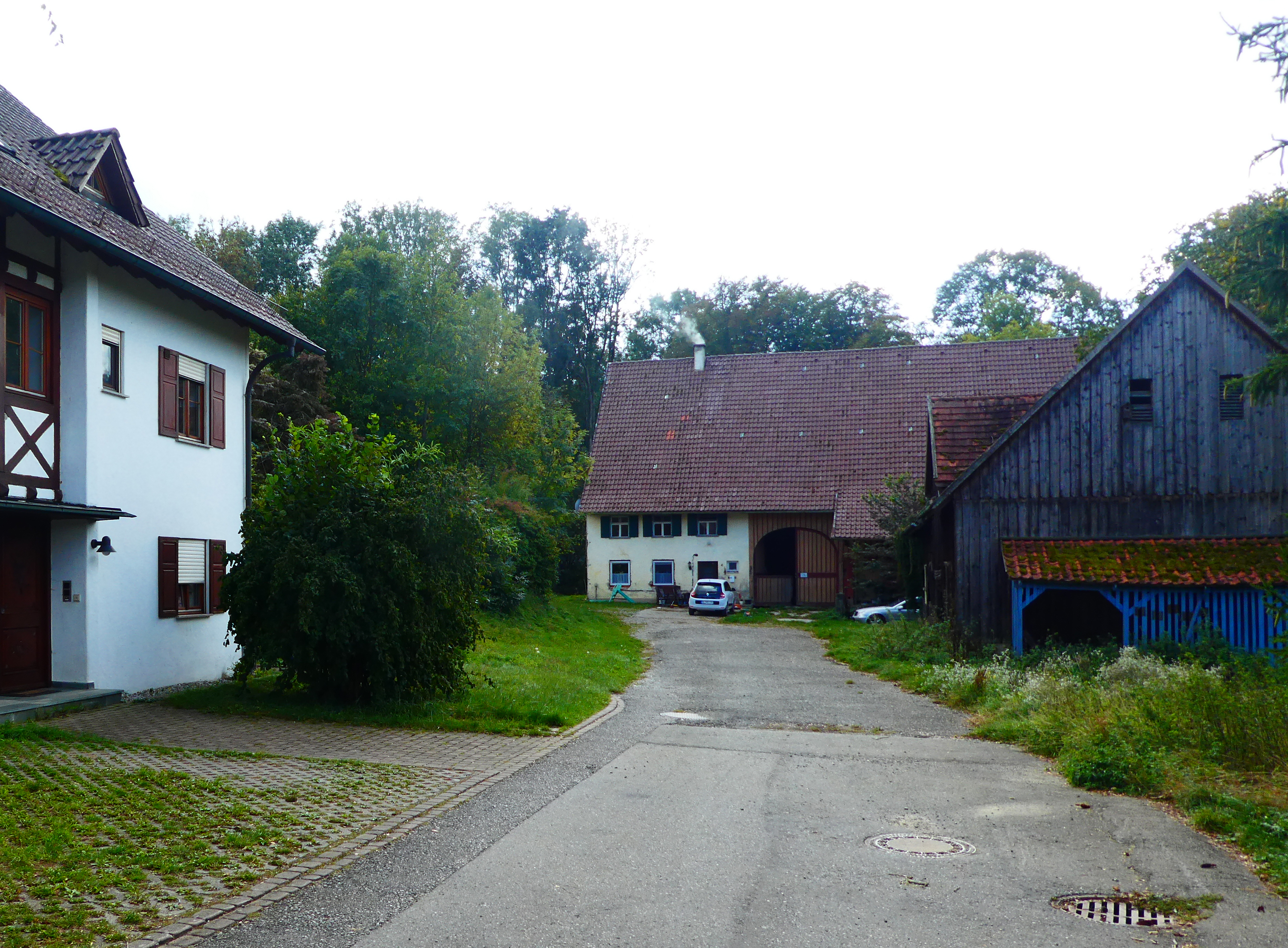
Der Burgstall liegt direkt hinter dem Haus Nr. 6 im Weiler Berg
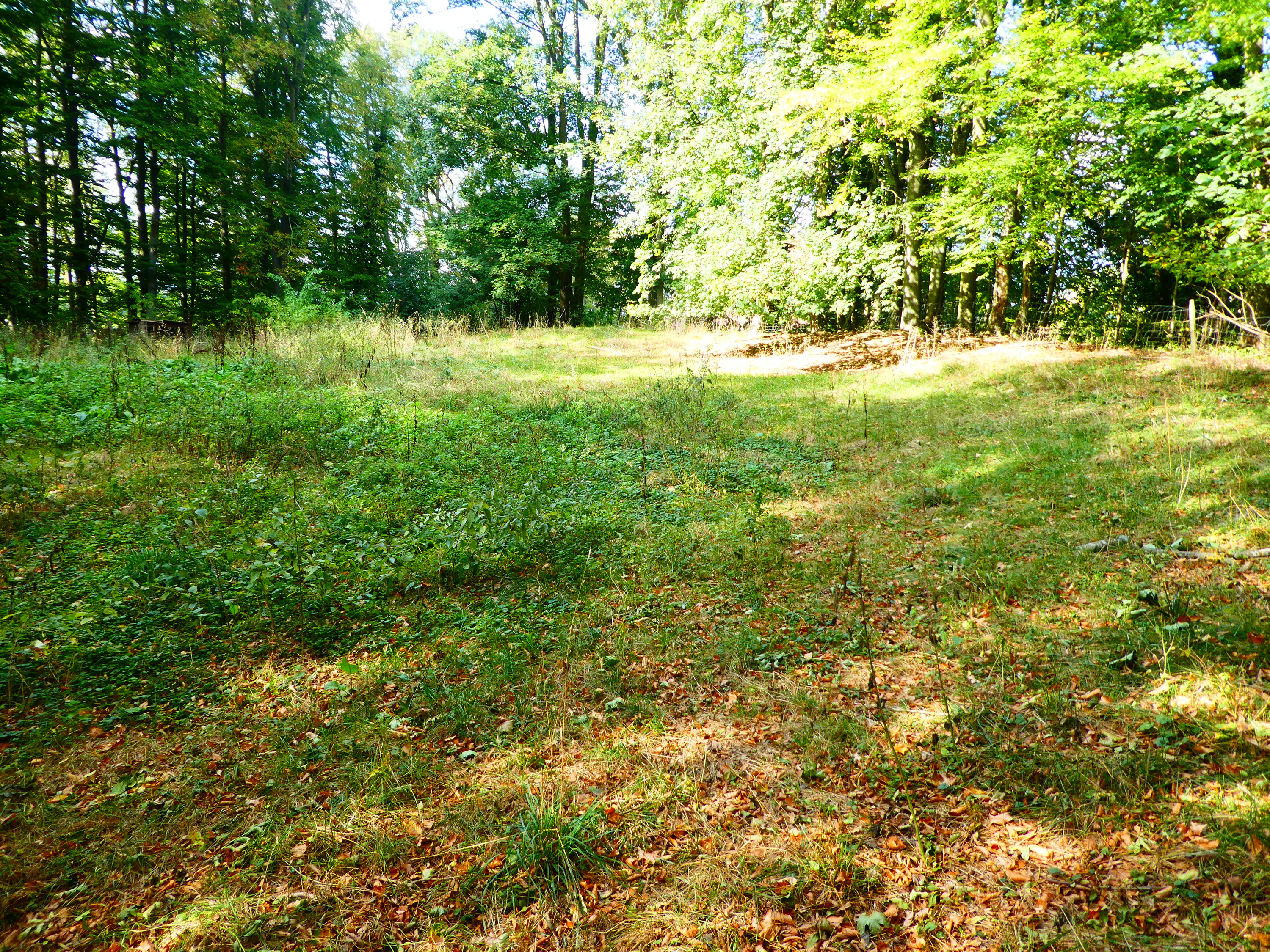
Fläche, auf der die Burg stand
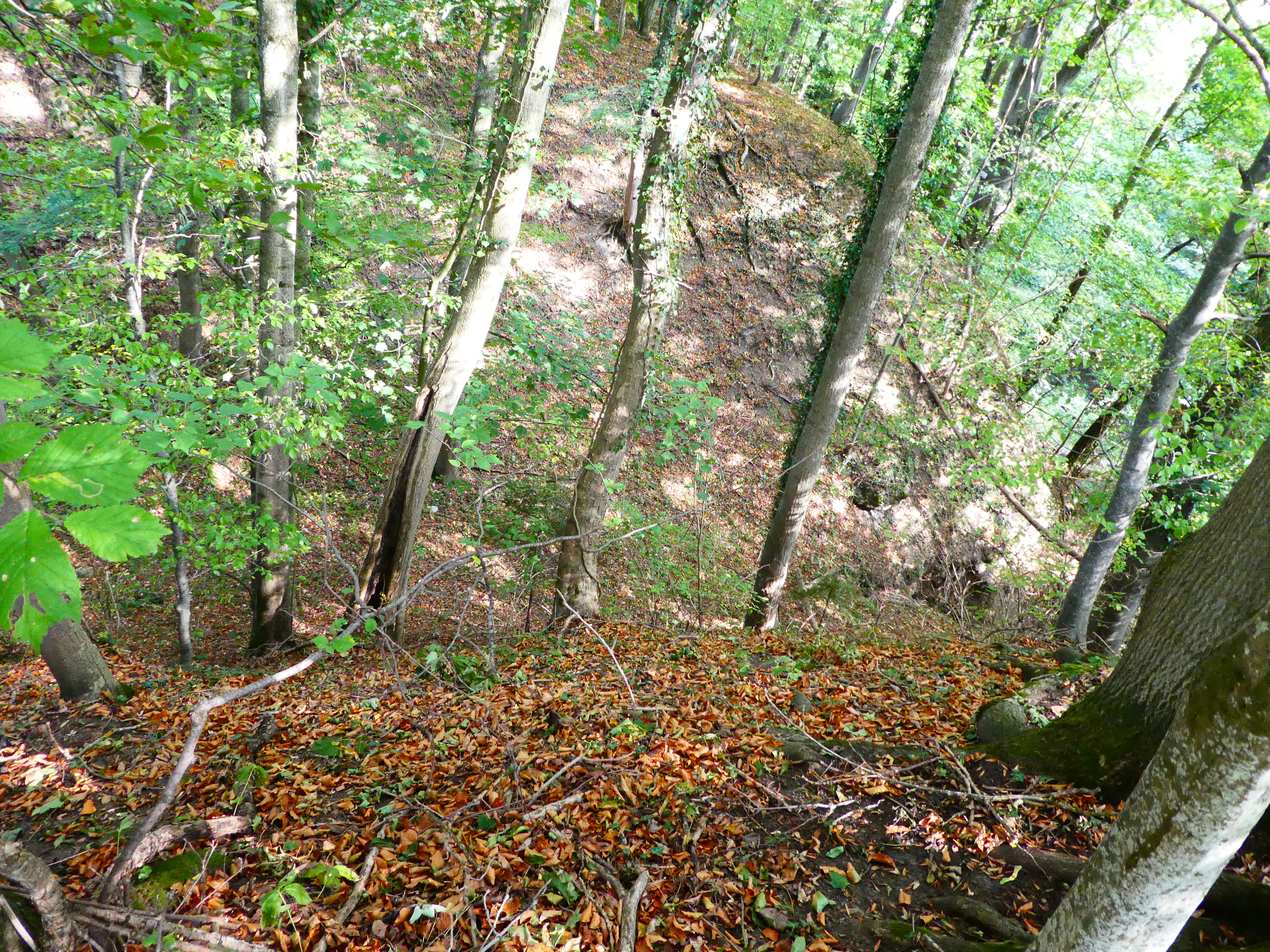
Teil des mächtigen Burggrabens